# United Future New Zealand
United Future New Zealand (UFNZ) är ett värdekonservativt politiskt parti i Nya Zeeland som bildades 2003 i sammanslutningen av partierna Framtidens Nya Zeeland och Enat Nya Zeeland. I parlamentsvalet 2002 hade partierna format en valallians med samma namn, som erhöll 6,7% av rösterna och åtta mandat. 
I valet 2005 tappade UFNZ väljarstöd. De fick endast 2,67% av rösterna och tre platser i parlamentet. Under den mandatperiod som följde lämnade Gordon Copeland United Future, för att senare bilda det kortlivade partiet Kiwipartiet, i protest mot att partiledaren Peter Dunne röstat för ett förbud mot barnaga.
I parlamentsvalet 2011, precis som 2008, valdes Dunne in som United Futures enda parlamentariker. Partiet är sedan dess ett av stödpartierna i Nya Zeelands nationella partis minoritetsregering.